# Гаїбова Хадіджа Осман-бек кизи
Хадіджа Осман-бек кизи Гаїбова (азерб. Xədicə Qayıbova 24 травня 1893, Тифліс — 27 жовтня 1938, Баку) — азербайджанська піаністка.

## Біографія
Уроджена Хадіджа Муфтізаде народилася в Тифлісі у сім'ї азербайджанця Осман-бека Муфтізаде, представника місцевого сунітського духовенства, і його дружини з татарського за походженням роду Терегулова, що осів в Тифлісі в першій половині XIX століття. Гаїбова отримала середню освіту в Жіночої гімназії Св. Ніни і паралельно брала уроки фортепіано. У 1911 році, після закінчення гімназії, 18-річна Хадіджа вийшла заміж за інженера Надіра Гаїбова, сина муфтія Кавказу Гусейна-ефенді Гаїбова і брата першої азербайджанської сестри милосердя Нігяр Шіхлінської. У наступні роки Гаібова викладала в місцевій жіночій російсько-мусульманській школі.
Ще до Жовтневого перевороту Хадіджа Гаїбова здобула популярність як одна з перших виконавиць мугама (азербайджанського народного жанру музики) на фортепіано. У 1919 році сім'я Гаїбових переїхала в Баку, де роком пізніше Хадіджа Гаїбова брала участь в заснуванні Азербайджанської державній консерваторії. Після радянізації вона очолила відділ східної музики в Наркоматі освіти Азербайджанської РСР. У ці роки Гаібова вела уроки музики і акторської майстерності при жіночих просвітницьких курсах. У 1927 — 1931 роках вона навчалася на композиторському факультеті Азербайджанської державної консерваторії.
У 1933 році Гаїбову було заарештовано і поміщено у в'язницю за звинуваченням у «контрреволюційній діяльності». Вона була звільнена через три місяці, і звинувачення з неї були зняті. У 1934 році вона увійшла в дослідницький склад Азербайджанської державної консерваторії по вивченню музичної спадщини Азербайджану.
17 березня 1938 року, незабаром після арешту її другого чоловіка Рашида Гаїбова, Хадіджа Гаїбова знову була заарештована і звинувачена в зв'язках з мусаватистами. У наступні п'ять тижнів її дев'ять разів викликали на допит, поки, нарешті, не визнали винною в шпигунстві. Сама Гаїбова не визнала своєї провини. Її колишня сусідка по камері Зівер Ефендієва (дружина репресованого азербайджанського партійного діяча Султан-Меджида Ефендієва) пізніше згадувала, що Гаїбова очікувала у найгіршому випадку бути засланою в Сибір і навіть висловлювала впевненість у продовженні своєї творчої діяльності на засланні. Проте, 19 жовтня 1938 року після пятнадцатиминутного судового слухання, Гаїбову було засуджено до вищої міри покарання — розстрілу. Вирок був приведений у виконання в Баку через тиждень.
У 1956 році, за клопотанням Аланг Султанової, дочки Хадіджи Гаїбової, кримінальну справу було переглянуто, і Гаїбова була реабілітована.